# Uele

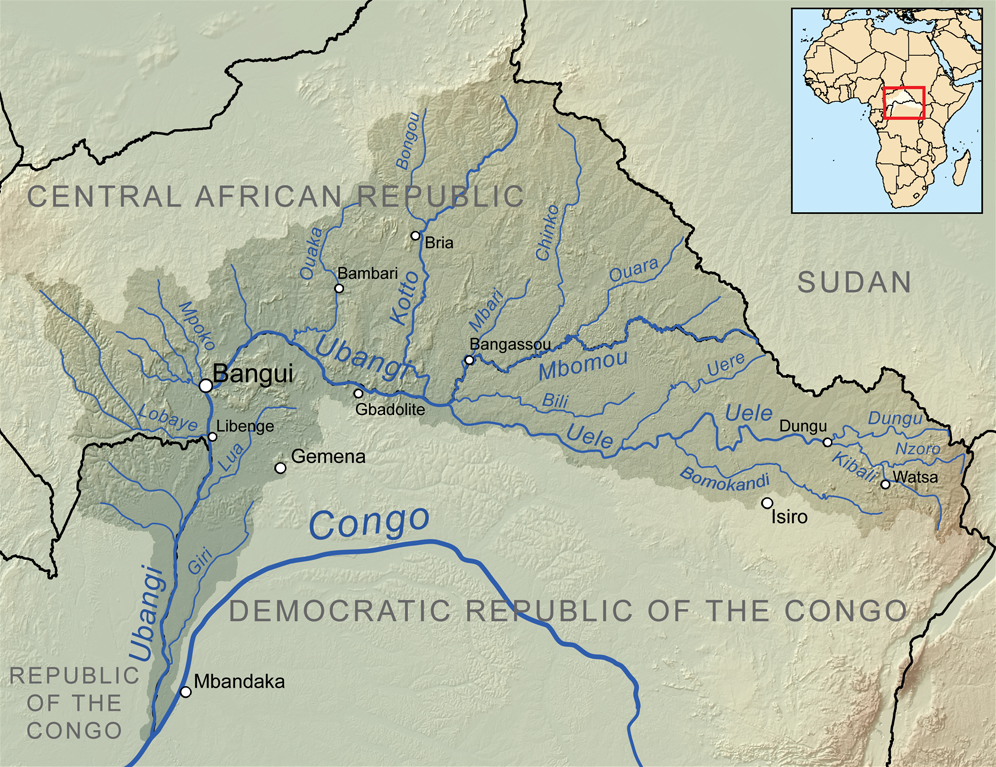
Mapa dorzecza rzeki Ubangi z zaznaczoną rzeką Uele

Uele – rzeka w Demokratycznej Republice Konga. Powstaje z połączenia górskich potoków Nzoro i Kibali na północny zachód od Jeziora Alberta we wschodniej części kraju i płynie w kierunku zachodnim, gdzie po 1130 kilometrach osiąga granicę z Republiką Środkowoafrykańską i zlewa się tam z rzeką Mbomou, tworząc rzekę Ubangi. Najważniejsze miasta nad brzegiem Uele to Niangara i Bondo. Koryto rzeki poprzecinane jest progami i wodospadami, z których największy to Makwangu.